# Isaac Gustaf Clason den äldre
Isaac Gustaf Clason, den äldre, född 1748, död 1804, var brukspatron vid Furudals bruk som han med tillhörande Tenninge masugn köpte 1776. Han bosatte sig vid bruket och utvidgade det. 
Clason var son till Isaac Clason av släkten Clason. Hans första hustru Kristina Emerentia Sunn var änka efter en hans kusiner, Johan Abraham Clason i Helsingfors; hans andra hustru Gustava Wetterstedt bosatte sig efter hans död i Sala och gjorde sig genom sin skötsel av både stads- och lantegendom därstädes känd som en ovanligt duglig kvinna liksom ock för sin välgörenhet.